# Neilo
Neilo is een geslacht van tweekleppigen uit de familie van de Malletiidae.

## Soorten
- Neilo annectens Powell, 1931
- Neilo australis (Quoy & Gaimard, 1835)
- Neilo awamoana Finlay, 1926 †
- Neilo bisculpta Xu, 1991
- Neilo blacki B. A. Marshall, 1978
- Neilo compta (G. B. Sowerby III, 1904)
- Neilo delli B. A. Marshall, 1978
- Neilo funiculata (Hutton, 1887) †
- Neilo jugifera Marwick, 1965 †
- Neilo sinangula Finlay, 1926 †
- Neilo sublaevis Marwick, 1926 †
- Neilo wairoana Marwick, 1965 †
- Neilo waitaraensis Marwick, 1926 †